# Glacier Shirase
Le glacier Shirase (en anglais : Shirase Glacier, en japonais : 白瀬氷河) est un glacier côtier situé dans la baie de Lützow-Holm, en terre de la Reine-Maud, en Antarctique.
Il porte le nom de l'explorateur polaire japonais Shirase Nobu, chef de l'expédition antarctique japonaise (1910-1912).